# 応用科学研究所
公益財団法人応用科学研究所（おうようかがくけんきゅうしょ、英称:Research Institute for Applied Sciences、略称:RIAS）は、京都市左京区にある研究所。電気、冶金、物理及び応用化学に関する総合研究及び調査を行っている。1917年（大正6年）に京都帝国大学の青柳栄司教授が、電灯照明に関する研究を主目的に財団法人青柳研究所として設立した。1939年（昭和14年）に財団法人応用科学研究所として改組され、京都帝国大学の鳥養利三郎教授が理事長に就任し、研究課題を高周波電流の応用による鉄鋼の加熱及び半導体の研究に転換した。

## 沿革
- 1917年11月 - 財団法人青柳研究所として設立[1]
- 1939年11月 - 財団法人応用科学研究所として改組[2]
- 2011年4月 - 公益法人に移行[3]

## 主要研究実績
- 高周波発生装置に関する研究
- 炭素鋼の熱処理に関する研究
- フェライトコアの応用に関する研究
- セレン整流体の研究
- 可変速度交流電動機に関する研究
- フッ素黒鉛に関する研究
- フッ化物を用いる表面改質と超撥水金属複合体の開発に関する研究
- プラズマ窒化に関する研究